# Gonia sagax
Gonia sagax là một loài ruồi trong họ Tachinidae.